# Исаева, Анна Васильевна
Анна Васильевна Исаева (26 ноября 1924, Битца — 1991, Москва) — советский инженер-связист, майор КГБ, в юности сохранила рукописи заключённого А. И. Солженицына, этапированного в Экибастуз из спецтюрьмы Марфино. Прототип Симочки в романе «В круге первом».

## Биография
Родилась в семье Василия Тихоновича Исаева и Ольги Никитичны Нагольневой. Отец происходил из зажиточной московской купеческой семьи. Мать — дочь истопника на железной дороге в Самаре. Родители познакомились в 1919 году в самарском госпитале, где Ольга Никитична служила медсестрой, и куда попал раненый юнкер Исаев.
Поселились в тогдашнем Подмосковье, в Битце. Анна была вторым ребёнком в семье. Окончила школу в 1941 году. Осенью того же года была увезена матерью в эвакуацию в Куйбышев. В 1943 году Анна, вернувшись в Москву, поступила в институт связи. В 1948 по распределению попала на должность инженера в спецтюрьму Марфино, где исследователи-заключенные проводили разработку спецтехники связи.
Молодой специалист Исаева работала за одним большим столом с заключенным Солженицыным. Когда ему предстоял этап в Экибастуз, она решилась взять его рукописи и хранила их долгие семь лет.
А. И. Солженицын писал:

А раньше бы всех вспомнить — Анну Васильевну Исаеву, сотрудницу шарашки Марфино: под страхом кары МГБ и уголовного кодекса она приняла от меня, сохранила 7 лет — и вернула мне в 1956 мою рукопись «Люби революцию» <неоконченная повесть — ВП> (без того не собрался б её возобновить) и многочисленные блокнотики далевских выписок, так ценные для меня. Спасибо ей сердечное.
О поступке никто не знал, и он никак не повлиял на служебное положение А. В. Исаевой. В 1950 году её отправили в командировку в Китай. На пенсию вышла в чине майора КГБ.
Солженицын придал черты Анны Исаевой героине романа «В круге первом» лейтенанту МГБ Серафиме Витальевне. Она была описана столь живо, что её дочь Т. А. Жидкова, прочтя в 1990 году журнальную публикацию «В круге первом», узнала мать. «Я сразу увидела, что образ „перепёлочки“ Симочки списан с мамы. Но когда я подступила к ней с расспросами, она не ответила мне ровно ничего.<…> О том, что мама хранила его <Солженицына> тайные рукописи, мне рассказала её подруга-сослуживица уже после маминой смерти. <…> Впервые я увидела листочки этих рукописей на выставке архива Солженицына в Пушкинском музее.» — пишет Т. А. Жидкова.
Солженицын вспоминал в 2001 году (запись Л. Сараскиной): "Я знал, что она живёт в бывшей церкви на Большой Серпуховской. И когда летом 1956-го я приехал в Москву, пошёл её искать. Нашёл церковь, посмотрел список жильцов, увидел фамилию «Исаева», постучал. Она вышла в большом смущении (у неё был гость), потом вернулась и принесла тетрадки. В романе Нержин не оставляет Симочке архив — не мог же я дать на неё наводку! А на самом деле все свои бумаги я Анечке оставил".
А. В. Исаева скончалась в 1991 году от тяжёлого онкологического заболевания, умерла во сне.
В 1994 году дочери Анны Васильевны передали, что в НИИ Автоматики (название в тот момент бывшей Марфинской шарашки) выступал вернувшийся из заграницы Солженицын и пытался разыскать Анну Васильевну, расспрашивал о ней её сослуживцев.

## В искусстве
- Прообраз Симочки, лейтенанта МГБ Серафимы Витальевны, в романе Солженицына «В круге первом».
- В телесериале «В круге первом» роль Симочки сыграла Яна Есипович.

## Судьба спасённых рукописей
К работе над рукописью «Люби революцию» Солженицын вернулся в 1958 в Рязани, затем в 1984 в Вермонте, но повесть так и осталась неоконченной, с таким подзаголовком и опубликована в 1999 (Люби революцию: Неоконченная повесть // Солженицын А. И. Протеревши глаза. М., 1999).
Выписки из Словаря Даля со временем переросли в «Русский словарь языкового расширения». Предисловие к нему составитель начинает со слов «С 1947 года много лет (и все лагерные, так богатые терпением и лишь малыми клочками досуга) я почти ежедневно занимался обработкой далевского словаря — для своих литературных нужд и для языковой гимнастики».
Фрагменты спасённых А. В. Исаевой рукописей были представлены на выставке «Из-под глыб» и факсимильно опубликованы в альбоме